# Eulenbarthuhn
Das Eulenbarthuhn ist eine aus den Niederlanden stammende Haushuhnrasse, die im 17. Jahrhundert aus einer Kreuzung von Landhühnern und Haubenhühnern entstand. Mit dem Zwerg-Eulenbarthuhn gibt es auch eine (anerkannte) Zwerghuhnrasse, die jedoch seltener als die Großrasse ist.